# Páhi
Pour les articles homonymes, voir Pahi.
Páhi est un village et une commune du comitat de Bács-Kiskun en Hongrie.